# Hellyeah (album)
Hellyeah è l'album di debutto del gruppo heavy metal statunitense Hellyeah pubblicato nel 2007 dalla Epic Records. Il disco ha debuttato alla posizione numero 9 nella classifica Billboard 200.

## Tracce
1. Hellyeah – 3:30
2. You Wouldn't Know – 4:18
3. Matter of Time – 3:46
4. Waging War – 3:05
5. Alcohaulin' Ass – 3:54
6. GodDamn – 3:20
7. In the Mood – 0:58
8. Star – 3:42
9. Rotten to the Core – 3:52
10. Thank You – 4:31
11. Nausea – 4:59
12. One Thing – 3:50

Tracce bonus dell'edizione Best Buy
1. Alcohaulin' Ass (Acoustic version) – 3:27

## Formazione
- Chad Gray – voce
- Greg Tribbett – chitarra
- Tom Maxwell – chitarra
- Jerry Montano – basso
- Vinnie Paul – batteria

## Classifiche
| Classifica               | Posizione massima |
| ------------------------ | ----------------- |
| Stati Uniti              | 9                 |
| Stati Uniti (digital)    | 9                 |
| Stati Uniti (hard rock)  | 15                |
| Stati Uniti (rock)       | 3                 |
| Stati Uniti (tastemaker) | 2                 |